# Monument a l'afició valencianista
El Monument a l'afició valencianista és un monument dedicat als aficionats del València CF. Va ser realitzat per l'escultor Nassio Bayarri, per encàrrec de la directiva d'Arturo Tuzón, amb motiu del 75 aniversari del club, i inaugurat el 1994.
Situat al davant del Camp de Mestalla, es tracta d'un lloc de trobada important per als aficionats del club, on s'hi celebren èxits esportius i d'on ixen marxes i concentracions dedicades al club. També és el lloc on s'hi han realitzat diverses protestes i concentracions en contra de la gestió de Peter Lim.